# Diane Keaton
Diane Keaton (tên khai sinh Diane Hall; sinh 5 tháng 1 năm 1946) là một diễn viên, đạo diễn, nhà sản xuất, nhà biên kịch người Mỹ. Keaton bắt đầu sự nghiệp với vai trò là diễn viên sân khấu và bắt đầu tham gia vào lĩnh vực điện ảnh từ năm 1970. Vai diễn lớn đầu tiên của bà là vai Kay Adams-Corleone trong bộ phim Bố già (1972), tuy nhiên các bộ phim đã đưa tên tuổi của bà lên đỉnh cao là những bộ phim của đạo diễn Woody Allen gồm Play It Again, Sam (1972), Sleeper (1973) và Love and Death (1975). Bộ phim thứ tư thực hiện cùng Woody Allen là Annie Hall (1977), đã giúp bà giành được giải Oscar cho nữ diễn viên chính xuất sắc nhất.
Keaton sau này đã cố gắng đa dạng hóa các vai diễn để tránh lặp lại hình tượng nhân vật của bà trong Annie Hall, các bộ phim Reds (1981) và Marvin's Room (1996) đã nhận được đề cử Oscar. Các bộ phim nổi tiếng khác sau này của Keaton bao gồm Baby Boom (1987), Father of the Bride (1991), The First Wives Club (1996), Something's Gotta Give (2003) và The Family Stone (2005). Các bộ phim có sự tham gia của bà đã đạt doanh thu 1.1 tỉ USD tại Bắc Mỹ. Ngoài diễn xuất, Diane Keaton còn là một nhiếp ảnh gia, nhà phát triển bất động sản và ca sĩ.

## Danh mục phim
| Năm  | Tên phim                                  | Vai diễn             | Ghi chú |
| ---- | ----------------------------------------- | -------------------- | --- |
| 1970 | Lovers and Other Strangers                | Joan Vecchio         | |
| 1970 | Night Gallery                             | Nurse Frances Nevins | (TV series) |
| 1971 | Men of Crisis: The Harvey Wallinger Story | Renata Wallinger     | (TV short) |
| 1971 | The F.B.I.                                | Diane Britt          | (TV series) |
| 1971 | Mannix                                    | Cindy Conrad         | (TV series) |
| 1972 | The Godfather                             | Kay Adams-Corleone   | |
| 1972 | Play It Again, Sam                        | Linda Christie       | |
| 1973 | Sleeper                                   | Luna Schlosser       | |
| 1974 | The Godfather Part II                     | Kay Adams-Corleone   | |
| 1975 | Love and Death                            | Sonja                | |
| 1976 | I Will, I Will... for Now                 | Katie Bingham        | |
| 1976 | Harry and Walter Go to New York           | Lissa Chestnut       | |
| 1977 | Annie Hall                                | Annie Hall           | Academy Award for Best Actress BAFTA Award for Best Actress in a Leading Role Golden Globe Award for Best Actress – Motion Picture Musical or Comedy Kansas City Film Critics Circle Award for Best Actress National Board of Review Award for Best Supporting Actress National Society of Film Critics Award for Best Actress New York Film Critics Circle Award for Best Actress |
| 1977 | Looking for Mr. Goodbar                   | Theresa Dunn         | Premios Fotogramas de Plata — Best Foreign Movie Performer (also for Interiors) Đề cử — Golden Globe Award for Best Actress – Motion Picture Drama |
| 1978 | Interiors                                 | Renata               | Premios Fotogramas de Plata — Best Foreign Movie Performer (also for Looking for Mr. Goodbar) |
| 1979 | Manhattan                                 | Mary Wilkie          | Đề cử — American Movie Award for Best Actress Đề cử — BAFTA Award for Best Actress in a Leading Role |
| 1981 | Reds                                      | Louise Bryant        | David di Donatello Award for Best Foreign Actress Đề cử — Academy Award for Best Actress Đề cử — BAFTA Award for Best Actress in a Leading Role Đề cử — Golden Globe Award for Best Actress – Motion Picture Drama |
| 1982 | Shoot the Moon                            | Faith Dunlap         | Đề cử — Golden Globe Award for Best Actress – Motion Picture Drama |
| 1984 | Mrs. Soffel                               | Kate Soffel          | Đề cử — Golden Globe Award for Best Actress – Motion Picture Drama |
| 1984 | The Little Drummer Girl                   | Charlie              | |
| 1986 | Crimes of the Heart                       | Lenny Magrath        | |
| 1987 | Radio Days                                | New Year's singer    | Cameo |
| 1987 | Baby Boom                                 | J.C. Wiatt           | Đề cử — Golden Globe Award for Best Actress – Motion Picture Musical or Comedy |
| 1987 | Heaven                                    |                      | Documentary film; also writer/director |
| 1988 | The Good Mother                           | Anna Dunlap          | |
| 1989 | The Lemon Sisters                         | Eloise Hamer         | |
| 1990 | The Godfather Part III                    | Kay Adams            | |
| 1991 | Father of the Bride                       | Nina Banks           | |
| 1992 | Running Mate                              | Aggie Snow           | Phim truyền hình |
| 1993 | Manhattan Murder Mystery                  | Carol Lipton         | Đề cử — Golden Globe Award for Best Actress – Motion Picture Musical or Comedy |
| 1993 | Look Who's Talking Now                    | Daphne               | Voice role |
| 1994 | Amelia Earhart: The Final Flight          | Amelia Earhart       | Phim truyền hình Đề cử — Primetime Emmy Award for Outstanding Lead Actress – Miniseries or a Movie Đề cử — Golden Globe Award for Best Performance by an Actress In A Mini-series or Motion Picture Made for Television |
| 1995 | Father of the Bride Part II               | Nina Banks           | |
| 1996 | The First Wives Club                      | Annie Paradis        | Golden Apple Award (shared with Bette Midler và Goldie Hawn) National Board of Review Award for Best Cast |
| 1996 | Marvin's Room                             | Bessie Greenfield    | Đề cử — Academy Award for Best Actress Đề cử — Screen Actors Guild Award for Outstanding Performance by a Female Actor in a Leading Role – Motion Picture Đề cử — Screen Actors Guild Award for Outstanding Performance by a Cast in a Motion Picture |
| 1997 | The Only Thrill                           | Carol Fitzsimmons    | |
| 1997 | Northern Lights                           | Roberta Blumstein    | (TV film) |
| 1999 | The Other Sister                          | Elizabeth Tate       | |
| 2000 | Hanging Up                                | Georgia Mozell       | Also director |
| 2001 | Town & Country                            | Ellie Stoddard       | |
| 2001 | Sister Mary Explains It All               | Sister Mary Ignatius | Phim truyền hình |
| 2001 | Plan B                                    | Fran Varrechio       | Phim truyền hình |
| 2002 | Crossed Over                              | Beverly Lowry        | Phim truyền hình |
| 2003 | On Thin Ice                               | Patsy McCartle       | Phim truyền hình |
| 2003 | Something's Gotta Give                    | Erica Barry          | Golden Globe Award for Best Actress – Motion Picture Musical or Comedy Iowa Film Critics Award for Best Actress National Board of Review Award for Best Actress Satellite Award for Best Actress – Motion Picture Musical or Comedy Đề cử — Academy Award for Best Actress Đề cử — Broadcast Film Critics Association Award for Best Actress Đề cử — Phoenix Film Critics Society Award for Best Performance by an Actress in a Leading Role Đề cử — Screen Actors Guild Award for Outstanding Performance by a Female Actor in a Leading Role Đề cử — Washington D.C. Area Film Critics Association Award for Best Actress |
| 2003 | Elephant                                  |                      | Executive producer |
| 2005 | The Family Stone                          | Sybil Stone          | Đề cử — Satellite Award for Best Supporting Actress – Motion Picture |
| 2006 | Surrender, Dorothy                        | Natalie Swerdlow     | Phim truyền hình |
| 2007 | Because I Said So                         | Daphne Wilder        | Đề cử — Golden Raspberry Award for Worst Actress |
| 2007 | Mama's Boy                                | Jan Mannus           | |
| 2008 | Mad Money                                 | Bridget Cardigan     | |
| 2008 | Smother                                   | Marilyn Cooper       | |
| 2010 | Morning Glory                             | Colleen Peck         | |
| 2012 | Darling Companion                         | Beth Winter          | |
| 2013 | The Big Wedding                           | Ellie Griffin        | |

## Liên kết
- Diane Keaton trên IMDb
- Diane Keaton tại Rotten Tomatoes
- Diane Keaton's blog on The Huffington Post
- “Diane Keaton interview”. Lưu trữ bản gốc ngày 13 tháng 10 năm 2007. Truy cập ngày 3 tháng 9 năm 2010.